# Mary Wagner
Pour les articles homonymes, voir Wagner.
Mary Wagner, née le 12 février 1974 à Nanaimo (Colombie-Britannique), est une militante pro-vie canadienne. Entre 2014 et 2018, elle passe près de trois ans en prison pour « entrave à l'avortement » et autres délits liés à son engagement.

## Biographie
Ancienne étudiante de l'université de la Colombie-Britannique, à Vancouver, Mary Wagner est diplômée en anglais et en ramnologie. 
Catholique, elle se met très tôt à militer contre l'avortement, qu'elle dénonce comme « le meurtre d'un enfant à naître ». Elle se rend notamment dans des cliniques d'avortement privées à Toronto, où elle prie, discute avec les femmes présentes et leur distribue des roses blanches, des images d'embryons ou encore des brochures d'information sur « la valeur de la vie humaine ».  Elle dit avoir été profondément influencée par Marie-Dominique Philippe, dans la communauté duquel elle a vécu quelque temps.
Bien que pacifique, Mary Wagner est arrêtée une première fois en 2012. À l'issue de deux ans de procès, le juge Fergus O'Donnell la déclare coupable d'« entrave à l'avortement » : elle est condamnée à neuf mois de prison ferme et deux ans de stage dans un centre d'avortement. Mary Wagner sort de prison le 12 juin 2014, mais, dès le 23 décembre 2014, reprend son activité militante et se rend au Bloor West Village Women's Clinic, un centre d'avortement de Toronto. Elle y est à nouveau arrêtée, en l'occurrence pour « perturbation d'opérations commerciales »,,. 
Le 12 décembre 2015, elle est encore arrêtée, cette fois-ci pour « suspicion de violation de l'espace réservé aux avortements ». Placée en détention provisoire pendant quatre mois, elle est condamnée à six mois d'emprisonnement le 26 avril 2016. Libérée en juin, Mary est arrêtée une quatrième fois le 12 décembre 2016, au Bloor West Village, pour avoir convaincu une femme enceinte de ne pas avorter,,. Elle est alors condamnée à 9 mois d'emprisonnement. 
Le 8 décembre 2017, pour la cinquième fois, Mary est arrêtée, en même temps qu'une autre militante, pour avoir distribué des roses à des femmes enceintes, à l'entrée d'un centre d'avortement. Jugée le 4 janvier 2018, elle est incarcérée au centre Vanier pendant huit mois. Elle en sort le 9 septembre 2018. 

## Critiques
L'auteur et journaliste socialiste chrétien Michael Coren (en) estime que Mary Wagner souffre d'un « complexe du martyr », montre du mépris pour les lois du Canada et ne se soucie pas des problèmes sociaux que connaissent certaines femmes enceintes candidates à l'avortement.